# Гвардейский запасный кавалерийский полк
Гвардейский запасный кавалерийский полк — гвардейская кавалерийская часть русской императорской армии (РИА).
В мирное время полк занимался выездкой лошадей для гвардейских кавалерийских полков, а в военное готовил пополнение и отправлял маршевые эскадроны для них. У каждого гвардейского кавалерийского полка в составе Гвардейского запасного кавалерийского полка был собственный запасный эскадрон. 
Старшинство полка: 17.06.1901 года.
Полковой праздник: 16 января, день Святого Апостола Петра.
Дислокация: Кречевицы, с 1901 года по 1918 год.

## История
- В 1901 году из кадра кавалерийского запаса образован Гвардейский запасный кавалерийский полк 10-ти эскадронного состава.
- 15 мая 1918 году полк расформирован (приказ Комиссариата по военным делам Петроградской трудовой коммуны № 221 от 27.07.1918 г.).

Начиная с февраля 1918 года группа унтер-офицеров полка начала вербовать демобилизуемых солдат в партизанский отряд. 20 февраля хорошо вооружённый и экипированный отряд на хороших конях под командой Хижняка поступил в распоряжение Новгородского ревкома. В течение марта отряд был переформирован по штатам отдельного эскадрона, был выбран комсостав, начальником отряда назначили унтер-офицера Н. А. Дедаева. Отряд получил название «1-й Красный партизанский отряд гвардейской кавалерии». 18 мая отряд переформировали в «1-й Социалистический рабоче-крестьянский эскадрон».

## Командир
- 11.08.1883 — 21.10.1889 — генерал-лейтенант Томановский, Дмитрий Николаевич
- 22.10.1889 — 03.12.1894 — генерал-майор Иванов, Николай Фёдорович
- 03.12.1894 — 19.12.1901 — генерал-лейтенант Эттер, Павел Павлович
- 19.12.1901 — 23.05.1905 — полковник (с 06.12.1902 генерал-майор) Здроевский, Михаил Юльянович
- 19.06.1905 — 31.12.1913 — полковник (с 30.07.1907 генерал-майор) Рындин, Михаил Михайлович
- 03.01.1914 — 28.02.1917 — генерал-майор Лишин, Сергей Григорьевич
- 01.03.1917 — 01.10.1917 — полковник граф А. П. Беннигсен
- ??.10.1917 — ??.05.1918 — полковник А. Петров

## Полковая форма

### Офицерская
Кивер «царского» цвета, круглый шнур по верхнему и нижнему краям и подвесы золотые, султан волосяной, черный, спереди серебряная Андреевская звезда. Мундир «царского» цвета, по борту алая выпушка. Воротник и обшлага алые, с золотыми (оранжевыми) петлицами. Шаровары синие с алой выпушкой. Фуражка с тульей мундирного цвета (алая выпушка) и алым околышем с выпушками по цвету мундира. Петлицы пальто и шинели алые с выпушкой мундирного цвета. Лядунка серебряная с Андреевской звездой, перевязь золотая, без выпушек. Этишкетный шнур золотой. Вальтрап не полагался. Шашка образца 1909 года.

### Нижних чинов
Кивер из черного фетра, вдоль верхнего края алая выпушка и круглый оранжевый шнур, под ним оранжевая тесьма, вдоль нижнего края оранжевый шнур; подвесы из двойного оранжевого шнура; султан чёрный (у трубачей алый). Мундир черного цвета, по борту алая выпушка. Воротник и обшлага алые, с золотыми (оранжевыми) петлицами. Шаровары синие с алой выпушкой. Фуражка с тульей мундирного цвета (алая выпушка) и алым околышем с выпушками по цвету мундира. Петлицы пальто и шинели алые с выпушкой мундирного цвета. Лядунка серебряная с Андреевской звездой, перевязь золотая, без выпушек. Этишкетный шнур и оранжевый; белый пояс с золотой пряжкой. Вальтрап не полагался. У нижних чинов первой шеренги пики с ало-белым флюгером драгунского образца.

## Известные люди, служившие в полку
- Н. С. Гумилёв, в августе 1914 года, к нему в Кречевицкие казармы, приезжала его будущая жена — поэтесса Анна Ахматова, она посвятила этому событию стихотворение «Пустых небес прозрачное стекло».